# Désirs contraires
 (décembre 2019).
Si vous disposez d'ouvrages ou d'articles de référence ou si vous connaissez des sites web de qualité traitant du thème abordé ici, merci de compléter l'article en donnant les références utiles à sa vérifiabilité et en les liant à la section « Notes et références ».
Albums de Anggun
Au nom de la lune
(1997) Luminescence
(2005)
Compilations par Anggun
Open Hearts
(2002)
Singles
1. Derrière la porte / Still Reminds Me
Sortie : 2000
2. Tu mens / Chrysalis
Sortie : 2000
3. Un geste d'amour / Yang 'Ku Tunggu
Sortie : 2001

Désirs contraires est le 2e album français d'Anggun, paru le 29 septembre 2000. Il sort en Indonésie et en version International sous le nom Chrysalis.

## Présentation
L'album a été d'abord publié en France le 29 septembre 2000, par Columbia Records, puis est sorti simultanément dans 15 pays en Europe et en Asie chez Sony Music International.
L'album était initialement prévue en octobre 2001 aux États-Unis, mais a été reportée et finalement annulé sans raison apparente. Les fans de Anggun ont alors fait une pétition pour que Sony Music  sorte cet album aux États-Unis. Depuis lors, aucun album studio de Anggun n'a plus été publié là-bas, sauf pour l'album Open Hearts en 2002.
Cet album a été produit par Erick Benzi, mais cette fois c'est Anggun qui a écrit toutes les paroles des chansons en anglais. Il a remporté un certain succès auprès du public international. Cet album a été 3 fois disque de platine en Indonésie et a même été disque d'or en Italie en un peu plus d'une semaine. Cependant, en France l'album n'est resté que deux semaines dans le classement des meilleures ventes. La version française de cet album contient trois singles, à savoir "Un geste d'amour", "Derrière la porte", et "Tu mens". Tandis que la version anglaise en contient deux, "Still Reminds Me" et "Chrysalis". La version de l'album pour l'Indonésie et la Malaisie, contient un single bonus "Yang 'Ku Tunggu".

## Liste des titres Français
| 1.  | Derrière la porte       | Erick Benzi | Erick Benzi                 | 3:51 |
| 2.  | Les champs de peine     | Erick Benzi | Anggun, Erick Benzi         | 3:44 |
| 3.  | Un geste d'amour        | Erick Benzi | Erick Benzi                 | 4:06 |
| 4.  | Un monde à l'endroit    | Erick Benzi | Anggun, Erick Benzi         | 4:14 |
| 5.  | Chaque jour sans fièvre | Erick Benzi | Erick Benzi                 | 3:48 |
| 6.  | Une femme               | Erick Benzi | Anggun, Erick Benzi         | 3:54 |
| 7.  | Tu nages                | Erick Benzi | Erick Benzi                 | 3:01 |
| 8.  | Mes désirs contraires   | Erick Benzi | Anggun, Erick Benzi         | 3:44 |
| 9.  | Marcher sur la mer      | Erick Benzi | Anggun                      | 3:49 |
| 10. | Tu mens                 | Erick Benzi | Anggun, Erick Benzi         | 3:43 |
| 11. | Brume                   | Erick Benzi | Erick Benzi                 | 3:09 |
| 12. | Tout peut arriver       | Erick Benzi | Anggun, Erick Benzi         | 3:57 |
| 13. | Mon privilège           | Erick Benzi | Erick Benzi, Nicolas Mingot | 3:44 |
| 14. | Broken Dream            | Anggun      | Anggun, Erick Benzi         | 3:17 |

## Liste des titres Internationaux
| 1.  | Still Reminds Me    | Anggun              | Erick Benzi                 | 3:49 |
| 2.  | Rain                | Anggun, Cathy Grier | Anggun, Erick Benzi         | 3:43 |
| 3.  | Breathing           | Anggun              | Erick Benzi                 | 3:45 |
| 4.  | Chrysalis           | Anggun              | Anggun, Erick Benzi         | 3:40 |
| 5.  | Tears of Sorrow     | Anggun, Cathy Grier | Anggun, Erick Benzi         | 4:12 |
| 6.  | Want You to Want Me | Anggun              | Erick Benzi                 | 3:13 |
| 7.  | How the World       | Anggun              | Anggun, Erick Benzi         | 3:53 |
| 8.  | A Prayer            | Anggun              | Anggun, Erick Benzi         | 3:44 |
| 9.  | Non Angelical       | Anggun, Cathy Grier | Anggun, Erick Benzi         | 3:54 |
| 10. | Look into Yourself  | Anggun              | Erick Benzi                 | 4:03 |
| 11. | Forbidden Love      | Anggun              | Anggun, Erick Benzi         | 4:13 |
| 12. | Signs of Destiny    | Anggun              | Anggun, Erick Benzi         | 3:52 |
| 13. | Comme un privilège  | Anggun, Erick Benzi | Erick Benzi, Nicolas Mingot | 3:42 |
| 14. | Broken Dream        | Anggun              | Anggun, Erick Benzi         | 3:16 |

| 15. | Yang 'Ku Tunggu | Anggun | Erick Benzi | 4:09 |

| 15. | Marcher sur la mer | Erick Benzi | Anggun | 3:49 |

## Classements
| Pays      | Meilleure position |
| --------- | ------------------ |
| Indonésie | 1                  |
| Italie    | 10                 |
| France    | 48                 |
| Suisse    | 60                 |